# Xosé Henrique Rodríguez Peña
Xosé Henrique Rodríguez Peña (Ourense, 24 d'octubre de 1942 - Vigo, 13 d'agost de 2006) fou un arquitecte i polític gallec. Va estudiar a la Facultat de Ciències de la Universitat de Santiago de Compostel·la i es va llicenciar en Arquitectura per l'Escola Tècnica Superior d'Arquitectura de Madrid, especialitzant-se en la restauració de monuments. Com a arquitecte, seria autor de treballs sobre arquitectura visigoda i romànica, realitzant el seu treball d'especialització sobre el monestir d'Oseira.
En la dècada de 1960 va participar, sense afiliació política, en el moviment estudiantil contra la dictadura i es va presentar a les eleccions municipals de 1979 a Ourense a les llistes d'Unidade Galega com membre del Partit Galleguista. Membre de Coalició Gallega (CG) des de la seva fundació, va ocupar el càrrec de secretari del partit en l'àrea d'Acció Municipal en 1985. A les eleccions al Parlament de Galícia de 1985 va ser elegit diputat per aquesta formació. Dos anys després, el gener de 1987, va ser impulsor i membre fundador del Partit Nacionalista Gallec (PNG), organització creada com escissió de Coalició Galega. Aquest nou partit va ser peça clau en la moció de censura contra el govern del popular Xerardo Fernández Albor que va dur a la presidència de la Junta al socialista Fernando González Laxe. En aquest govern tripartit Xosé Henrique Rodríguez Peña va ser nomenat conseller de Pesca. No obstant això, en 1989 no va sortir elegit diputat al Parlament de Galícia. A partir d'aquest moment el PNG, llavors ja Partit Nacionalista Gallec-Partit Galleguista (PNG-PG) va iniciar les gestions per a incorporar-se al Bloc Nacionalista Gallec (BNG).
A les eleccions municipals de 1991 va sortir escollit regidor en la llista del BNG per Ourense i es va convertir en portaveu dels nacionalistes en el consistori. El 7 de juny de 1992 va ser escollit secretari general del Partit Nacionalista Gallec-Partit Galleguista durant la celebració del seu IV Congrés. A les eleccions al Parlament de Galícia de 1993 va ser elegit diputat per Ourense, revalidant l'acta a les de 1997 i de 2001. Va presidir la delegació ourensana del Col·legi d'Arquitectes. A més, va ser vicepresident de l'Ateneu ourensà i membre del patronat del Museu do Pobo Galego. Va morir de càncer en 2006. A la seva mort era membre del Consell Nacional del BNG i secretari general del PNG-PG.